# Wereldkampioenschap voetbal 2010 (Groep E) Kameroen-Denemarken
In dit artikel wordt de wedstrijd tussen Kameroen en Denemarken in Groep E tijdens het wereldkampioenschap voetbal van 2010, die werd gespeeld op 19 juni 2010, nader uitgelicht.
Het was de derde ontmoeting tussen beide landen, die elkaar voor het laatst hadden getroffen op vrijdag 17 mei 2002 voor een vriendschappelijk duel. Denemarken won die wedstrijd in Kopenhagen met 2-1, onder meer door een rake strafschop van Jon Dahl Tomasson in de 57ste minuut.
Vier jaar eerder, op vrijdag 5 juni 1998 tijdens de allereerste confrontatie tussen beide landen, won Kameroen met dezelfde cijfers door twee treffers van François Omam-Biyik. PSV'er Peter Møller bepaalde in de slotminuut de eindstand destijds op 1-2.

## Wedstrijdgegevens[1]
| Datum                       | 19 juni 2010                      | 19 juni 2010                      |
| Stadion                     | Loftus Versfeld Stadion, Pretoria | Loftus Versfeld Stadion, Pretoria |
| Toeschouwers                | 38.000                            | 38.000                            |
| Scheidsrechter              | Jorge Larrionda                   | Jorge Larrionda                   |
| Assistenten                 | Pablo Fandino Mauricio Espinosa   | Pablo Fandino Mauricio Espinosa   |
| Vierde man                  | Brent Best                        | Brent Best                        |
| Man van de wedstrijd        | Daniel Agger                      | Daniel Agger                      |
|                             | Kameroen                          | Denemarken                        |
| Doelpunten                  | 1                                 | 2                                 |
| Gele kaarten                | 2                                 | 2                                 |
| Rode kaarten                | 0                                 | 0                                 |
| Schoten op doel             | 8                                 | 6                                 |
| Schoten naast doel          | 13                                | 4                                 |
| Overtredingen               | 9                                 | 12                                |
| Hoekschoppen                | 7                                 | 2                                 |
| Buitenspel                  | 1                                 | 1                                 |
| Strafschoppen               | 0                                 | 0                                 |
| Balbezit (%)                | 54                                | 46                                |
| Totale afstand afgelegd (m) |                                   |                                   |

| Kameroen | 1 – 2        | Denemarken |
| Samuel Eto'o 10' | goals        | 33' Nicklas Bendtner 61' Dennis Rommedahl |
| Paul Le Guen | bondscoach   | Morten Olsen |
| Hamidou Souleymanou Benoît Assou-Ekotto Nicolas Nkoulou Sébastien Bassong 72' Alexandre Song Geremi Samuel Eto'o Achille Emana Pierre Webó 78' Eyong Enoh 46' Stéphane M'Bia | opstellingen | Thomas Sørensen Christian Poulsen Simon Kjær Daniel Agger Lars Jacobsen Jesper Grønkjær 62' Jon Dahl Tomasson 73' Martin Jørgensen Nicklas Bendtner Simon Poulsen 56' Dennis Rommedahl |
| Jean Makoun 46' Mohamadou Idrissou 72' Vincent Aboubakar 78' | wissels      | 46' Daniel Jensen 67' Thomas Kahlenberg 86' Jakob Poulsen |
| Sébastien Bassong 49' Stéphane M'Bia 75' | gele kaarten | 86' Thomas Sørensen 87' Simon Kjær |
| | rode kaarten | |

## Overzicht van wedstrijden
| Groepswedstrijden | | | |
| Groep A | Groep B | Groep C | Groep D |
| Zuid-Afrika - Mexico Uruguay - Frankrijk Zuid-Afrika - Uruguay Frankrijk - Mexico Mexico - Uruguay Frankrijk - Zuid-Afrika | Zuid-Korea - Griekenland Argentinië - Nigeria Argentinië - Zuid-Korea Griekenland - Nigeria Griekenland - Argentinië Nigeria - Zuid-Korea | Engeland - Verenigde Staten Algerije - Slovenië Slovenië - Verenigde Staten Engeland - Algerije Slovenië - Engeland Verenigde Staten - Algerije | Duitsland - Australië Servië - Ghana Duitsland - Servië Ghana - Australië Australië - Servië Ghana - Duitsland    |
| Groep E | Groep F | Groep G | Groep H |
| Nederland - Denemarken Japan - Kameroen Nederland - Japan Kameroen - Denemarken Kameroen - Nederland Denemarken - Japan    | Italië - Paraguay Nieuw-Zeeland - Slowakije Slowakije - Paraguay Italië - Nieuw-Zeeland Paraguay - Nieuw-Zeeland Slowakije - Italië       | Ivoorkust - Portugal Brazilië - Noord-Korea Brazilië - Ivoorkust Portugal - Noord-Korea Noord-Korea - Ivoorkust Portugal - Brazilië             | Honduras - Chili Spanje - Zwitserland Chili - Zwitserland Spanje - Honduras Chili - Spanje Zwitserland - Honduras |
| Achtste finales | | | |
| Uruguay - Zuid-Korea Verenigde Staten - Ghana                                                                              | Duitsland - Engeland Argentinië - Mexico                                                                                                  | Nederland - Slowakije Brazilië - Chili | Paraguay - Japan Spanje - Portugal                                                                                |
| Kwartfinales | | | |
| Brazilië - Nederland | Uruguay - Ghana | Argentinië - Duitsland | Paraguay - Spanje                                                                                                 |
| Halve finales | | | |
| Nederland - Uruguay | Nederland - Uruguay | Duitsland - Spanje | Duitsland - Spanje                                                                                                |
| Troostfinale | | | |
| Uruguay - Duitsland | | | |
| Finale | | | |
| Spanje - Nederland | | | |